# KIIS-FM Jingle Ball
Jingle Ball es un concierto anual producido por la estación de radio KIIS-FM en Los Ángeles. Los conciertos han tenido lugar en varios lugares del sur de California, incluyendo el Shrine Auditorium y Staples Center en Los Ángeles, y el Honda Center en Anaheim. Otros Jingle Balls son organizados por las estaciones hermanas iHeartMedia en otras ciudades, tales como WHTZ en Nueva York y WIOQ en Filadelfia.
Los conciertos son famosos por presentar varios intérpretes conocidos es varios sets a lo largo de un día. A menudo, las celebridades presentan cada acto.
Las bandas actúan en orden alfabético (o, si se sabe, en orden contrario a la noche de la actuación).

## 16 de diciembre de 2000
Lugar: Shrine Auditorium
- K-Ci & JoJo
- Christina Aguilera
- Third Eye Blind
- Bon Jovi
- Macy Gray
- 98 Degrees

## 19 de diciembre de 2001
Lugar: Staples Center
- Alicia Keys
- Shakira
- Sugar Ray
- Lifehouse
- Five for Fighting
- LFO
- Michelle Branch
- Craig David
- Toya

## 19 de diciembre de 2002
Lugar: Honda Center
- Mariah Carey
- Justin Timberlake
- Destiny's Child
- Goo Goo Dolls
- Kylie Minogue
- Avril Lavigne
- Kelly Clarkson
- Justin Guarini
- Nick Carter
- Paul Oakenfold

## 5 de diciembre de 2003
Lugar: Staples Center
- Britney Spears
- Beyoncé Knowles
- Jessica Simpson
- Sean Paul
- Kelly Clarkson
- Hilary Duff
- Fabolous
- Thalía
- Simple Plan
- Jennifer Lopez

## 3 de diciembre de 2004
Lugar: Honda Center
- Avril Lavigne
- Gwen Stefani
- Ashlee Simpson
- Snoop Dogg
- Alicia Keys
- Maroon 5 (actuación acústica)
- Christina Milian
- JoJo

## 6 de diciembre de 2005
Lugar: Shrine Auditorium
- Shakira
- Sean Paul
- Frankie J
- Chris Brown
- Rihanna
- Pussycat Dolls

## 7 de diciembre de 2006
Lugar: Honda Center
- RBD
- Nelly Furtado con Timbaland e invitado especial Justin Timberlake
- Bow Wow
- Danity Kane
- JoJo
- Vanessa Hudgens

## 27 de octubre de 2007
Lugar: Honda Center
- Gwen Stefani
- Timbaland with Keri Hilson and OneRepublic
- Fabolous
- Lloyd
- Nicole Scherzinger
- Sean Kingston

Fue conocido como KIIS FM'S Homecoming en vez de Jingle Ball a causa de la vuelta de Gwen Stefani a su ciudad natal.

## 6 de diciembre de 2008
Lugar: Honda Center
- Jesse McCartney
- Chris Brown
- Katy Perry
- Pussycat Dolls
- Estelle
- Tokio Hotel
- Menudo
- Akon
- David Banner
- BoA
- Radio Gordo

### Apariciones de invitados especiales
- Ashley Tisdale
- Colby O'Donis
- Rihanna

## 5 de diciembre de 2009
Lugar: Nokia Theatre L.A. Live
- Taylor Swift
- Keri Hilson
- Fabolous
- The Ting Tings
- 3OH!3
- LMFAO
- Jay Sean
- Jason Derulo

## 5 de diciembre de 2010
Lugar: Nokia Theatre L.A. Live
- Katy Perry
- Enrique Iglesias
- Nelly
- B.o.B con invitada especial Hayley Williams
- Travie McCoy
- Taio Cruz
- Paramore
- Selena Gomez & the Scene
- Bruno Mars
- Far East Movement
- Mike Posner

## 3 de diciembre de 2011
Lugar: Nokia Theatre L.A. Live
- Lady Gaga
- Demi Lovato
- David Guetta
- Flo Rida
- Sean Paul
- Gym Class Heroes
- Taio Cruz
- Big Time Rush
- Karmin
- Mindless Behavior
- Pitbull

## 2012
Lugar: Nokia Theatre L.A. Live
Por primera vez, fue un evento de dos días.

### Alineación

#### 1 de diciembre de 2012
- Taylor Swift
- Ne-Yo
- Ellie Goulding
- OneRepublic
- Jonas Brothers
- Sammy Adams
- Surprise Superstar Band

#### 3 de diciembre de 2012
- Justin Bieber
- Kesha
- Flo Rida
- The Wanted
- Fun.
- Afrojack
- Owl City
- Zedd
- PSY

## 6 de diciembre de 2013
Lugar: Staples Center
- Miley Cyrus
- Macklemore & Ryan Lewis
- Selena Gomez
- Enrique Iglesias
- Paramore
- Ariana Grande
- Robin Thicke
- Austin Mahone
- Travie McCoy
- Fifth Harmony
- Jason Derulo
- New Politics